# Represailles Westergracht

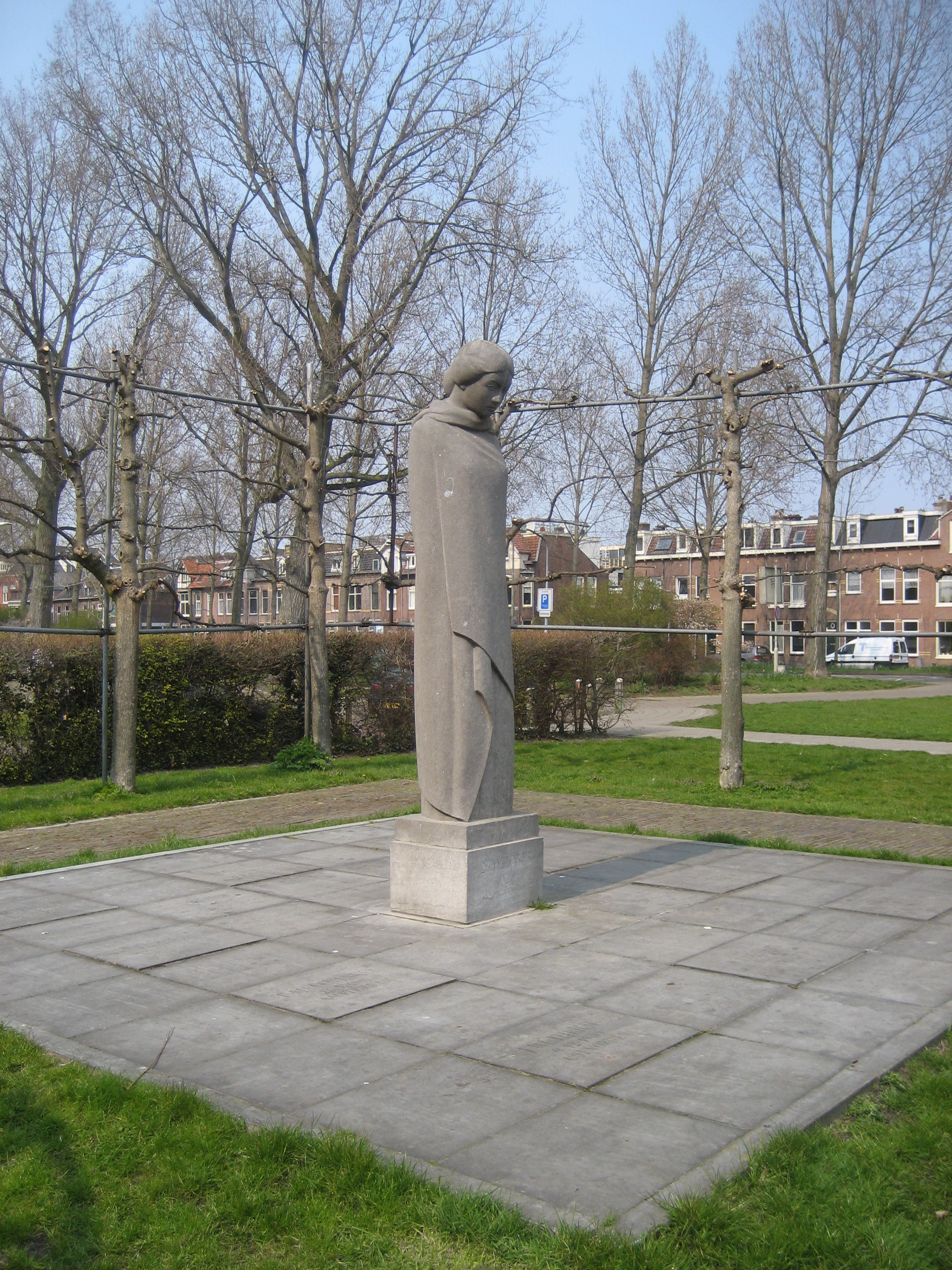
Beeld 'Treurende vrouw' ter nagedachtenis aan de represaille

De represailles aan de Westergracht op 26 oktober 1944 waren een vergelding van de Duitse bezetter voor de aanslag door het Haarlems verzet op politieagent Fake Krist. Als represaillemaatregel werden tien Nederlanders op de Westergracht te Haarlem gefusilleerd en werden vier huizen in brand gestoken.
Krist was lid van de NSB en was een medewerker van de Duitse Sicherheitsdienst. Het verzet wist dat zijn executie, die op 25 oktober was uitgevoerd, niet zonder gevolgen zou blijven. Vooral omdat gedurende het laatste oorlogsjaar de confrontatie tussen verzet en bezetter steeds grimmiger werd.
Een dag na de aanslag, stopten 's morgens vroeg twee Duitse militaire vrachtwagens bij het plantsoen achter de Bavo. De ambtenaar Johan van Rijn zag het vanuit zijn slaapkamerraam gebeuren.
Voorbijgangers werden verplicht om toe te zien hoe de Duitsers wraak namen. De verzetsstrijdster Truus Oversteegen was daar bij. Met anderen werd ze aangehouden toen ze toevallig passeerde. Vijf mannen sprongen geboeid uit een van de vrachtwagens. Ze werden voor het hekje van het plantsoen opgesteld. Toen de geweren aan de schouders werden gezet begon een oude man aarzelend het Wilhelmus te zingen. Een mitrailleursalvo klonk en de mannen waren gedood. Direct daarop ondergingen vijf andere mannen hetzelfde lot.
De tien mannen (Todeskandidaten) waren afkomstig uit het Amsterdamse Huis van Bewaring aan de Weteringschans:
- W. De Boer (26 jaar)
- W. Böhler (49 jaar)
- C. Erends (32 jaar)
- G. Fambach (32 jaar)
- R. Loggers (29 jaar)
- F. Maaswinkel (33 jaar)
- K. Tempelman (31 jaar)
- Cornelis Vlot (37 jaar)
- J. de Vries (27 jaar)
- Jo Wüthrich (40 jaar)

Als bijkomende represaillemaatregel werden vier huizen op de hoek Leidsezijstraat-Westergracht verwoest. Ze moesten binnen drie kwartier worden ontruimd en gingen in vlammen op. De inwoners konden niet veel meer meenemen dan wat kleding die ze inderhaast van de kapstok hadden gegrist.

## Monument
In 1949 werd in het plantsoen het standbeeld 'Treurende vrouw' onthuld. Het is gemaakt door Ludwig Oswald Wenckebach. Op tien stenen rondom het voetstuk staan de namen van de gefusilleerden. Jaarlijks vindt daar op 4 mei een herdenkingsplechtigheid plaats. Dit monument is geadopteerd door de Bavoschool.

## Represailles in Haarlem
Binnen vijf maanden vonden er drie grote represaillemaatregelen plaats in Haarlem:
- Op 26 oktober 1944 werden aan de Westergracht tien mannen geëxecuteerd als wraak voor de moord op Fake Krist.
- Op 12 februari 1945 werden bij de Jan Gijzenbrug acht mannen geëxecuteerd als wraak voor een schietpartij tussen het verzet en de Duitsers
- Op 7 maart 1945 werden bij de Dreef vijftien mannen geëxecuteerd als wraak voor moord op Willem Zirkzee en wellicht voor de aanslag op Hanns Rauter van enkele uren daarvoor. Vier van de slachtoffers behoorden tot de verzetsgroep die bij de schietpartij bij de Jan Gijzenbrug betrokken was.

Ook in 1943 was er al sprake geweest van een grote represaillemaatregel: op 2 februari 1943 werden drie Joden en zeven Communisten geëxecuteerd in de duinen bij het Kopje van Bloemendaal als wraak voor de aanslag op Alois Bamberger.